# USS Fiske (DD-842)
USS Fiske (DD-842/DDR-842) là một tàu khu trục lớp Gearing được Hải quân Hoa Kỳ chế tạo vào giai đoạn cuối Chiến tranh Thế giới thứ hai. Nó là chiếc tàu chiến thứ hai của Hải quân Mỹ được đặt theo tên Chuẩn đô đốc Bradley A. Fiske (1854–1942), nhà phát minh hải quân vốn đã sáng chế máy đo tầm xa cho hải pháo và ngư lôi ném từ máy bay. Hoàn tất khi chiến tranh đã sắp kết thúc, con tàu tiếp tục phục vụ trong giai đoạn Chiến tranh Lạnh, Chiến tranh Triều Tiên và Chiến tranh Việt Nam cho đến năm 1980. Nó được chuyển cho Thổ Nhĩ Kỳ và tiếp tục phục vụ cùng Hải quân Thổ Nhĩ Kỳ như là chiếc TCG Piyalepasa (D350) cho đến năm 1996. Nó bị tháo dỡ năm 1999. Fiske được tặng thưởng hai Ngôi sao Chiến trận do thành tích phục vụ trong Chiến tranh Triều Tiên, và thêm hai Ngôi sao Chiến trận khác khi hoạt động trong Chiến tranh Việt Nam.

## Thiết kế và chế tạo
Fiske được đặt lườn tại xưởng tàu của hãng Bath Iron Works ở Bath, Maine vào ngày 9 tháng 4 năm 1945. Nó được hạ thủy vào ngày 8 tháng 9 năm 1945; được đỡ đầu bởi bà F. E. Ribbentrop, và nhập biên chế vào ngày 28 tháng 11 năm 1945 dưới quyền chỉ huy của Hạm trưởng, Trung tá Hải quân C. H. Smith.

## Lịch sử hoạt động

### 1945 - 1952
Fiske gia nhập Hạm đội Đại Tây Dương, phục vụ như tàu huấn luyện kỹ thuật cho Lực lượng Khu trục Đại Tây Dương ngoài khơi căn cứ ở Portland, Maine, và từ cảng nhà Newport, Rhode Island đã thực hiện ba lượt biệt phái sang phục vụ cùng Đệ Lục hạm đội tại Địa Trung Hải cho đến khi Chiến tranh Triều Tiên bùng nổ. Ngoài ra nó còn tham gia các đợt huấn luyện thường lệ dọc theo vùng bờ Đông và vùng biển Caribe, nơi mà vào năm 1948 nó đã cứu vớt 10 người từ một tàu hàng nhỏ chạy ven biển bị đắm trong eo biển Windward.
Vào ngày 3 tháng 1 năm 1951, Fiske khởi hành từ Newport và băng qua kênh đào Panama để đi sang Viễn Đông; nó trình diện để phục vụ cùng Đệ Thất hạm đội tại Sasebo, Nhật Bản vào ngày 12 tháng 2 để hoạt động trong cuộc Chiến tranh Triều Tiên. Chiếc tàu khu trục đã hộ tống bảo vệ cho các tàu sân bay thuộc Lực lượng Đặc nhiệm 77, tuần tra ngoài khơi bờ biển Triều Tiên, bắn phá các mục tiêu đối phương trên bờ, và hộ tống tàu bè di chuyển từ Nhật Bản đến vùng chiến sự. Sau khi hoàn thành nhiệm vụ, nó lên đường quay trở về nhà, hoàn tất một chuyến đi vòng quanh thế giới khi về đến Newport vào ngày 8 tháng 8. Con tàu được cho xuất biên chế vào ngày 1 tháng 4 năm 1952 để cải biến thành một tàu khu trục cột mốc radar; và nó được xếp lại lớp với ký hiệu lườn mới DDR-842 vào ngày 18 tháng 7 năm 1952.

### 1952 - 1963

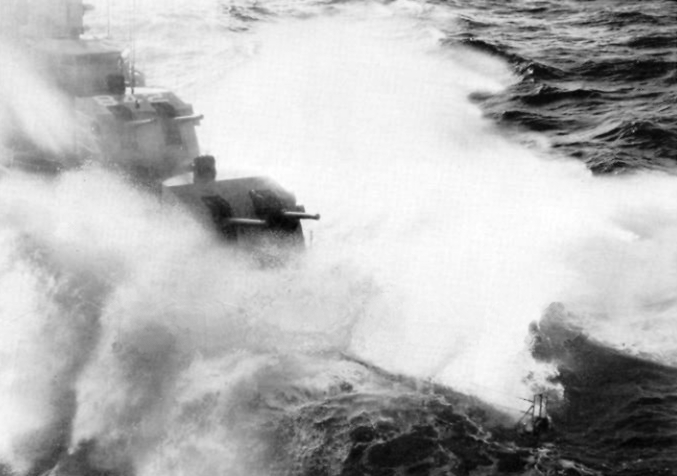
Fiske đang di chuyển khi biển động mạnh, khoảng năm 1960.

Nhập biên chế trở lại vào ngày 25 tháng 11 năm 1952, Fiske thực hành huấn luyện với những thiết bị mới nhằm chuẩn bị tham gia cuộc Tập trận "Mariner" của Khối NATO tại phía Bắc vòng Bắc Cực vào mùa Thu năm 1953. Đến năm 1954, nó lại thực hiện một lượt biệt phái sang phục vụ cùng Đệ Lục hạm đội tại Địa Trung Hải, phục vụ trong vai trò canh phòng radar cho đội đặc nhiệm tàu sân bay. Khi quay trở về Hoa Kỳ, nó hoạt động huấn luyện cùng Đệ Nhị hạm đội tại vùng bờ biển Đại Tây Dương và vùng biển Caribe, bao gồm những nhiệm vụ đặc biệt nhằm phát triển chiến thuật chống tàu ngầm và phòng không. Đặt cảng nhà tại Mayport, Florida từ tháng 8 năm 1960, nó tham gia các cuộc tập trận của Khối NATO về phía Bắc vòng Bắc Cực vào mùa Thu năm đó, và đến cuối năm đã hoạt động tuần tra tại vùng biển Caribe.
Vào tháng 10 năm 1962, Fiske đã tham gia vào Chương trình Mercury khi phục vụ vào việc thu hồi tàu không gian Mercury-Atlas 8 (Sigma 7) đưa phi hành gia Walter Schirra lên quỹ đạo trái đất tại khu vực quần đảo Canary. Vừa quay trở về cảng, nó lại được huy động khẩn cấp gia nhập cùng tàu sân bay Enterprise (CVAN-65) tại khu vực eo biển Windward, do xảy ra vụ Khủng hoảng tên lửa Cuba, khi Liên Xô bố trí tên lửa đạn đạo mang đầu đạn hạt nhân tại Cuba. Kết thúc cuộc khủng hoảng, chiếc tàu khu trục lại gia nhập Đệ Lục hạm đội tại Địa Trung Hải vào tháng 2 năm 1963; và sau khi quay trở về Hoa Kỳ, nó chuyển cảng nhà đến Newport, Rhode Island.

### 1964 - 1965
Fiske được xếp lại lớp như một tàu khu trục và mang ký hiệu lườn cũ DD-842 từ ngày 1 tháng 4, 1964. Nó trải qua đợt sửa chữa và nâng cấp trong khuôn khổ Chương trình Hồi sinh và Hiện đại hóa Hạm đội I (FRAM: Fleet Rehabilitation and Modernization) trong năm 1964 tại Xưởng hải quân Brooklyn, nhằm kéo dài vòng đời hoạt động thêm 10 đến 20 năm, đồng thời nâng cao năng lực tác chiến. Nó được cải tiến những thiết bị điện tử, radar và sonar hiện đại. Tháp pháo 5-inch phía trước thứ hai được tháo dỡ thay thế, bằng hai bệ ống phóng ngư lôi Mark 32 ba nòng, trang bị thêm bệ phóng tên lửa chống ngầm RUR-5 ASROC giữa các ống khói, cùng hầm chứa và sàn đáp để vận hành máy bay trực thăng không người lái chống tàu ngầm Gyrodyne QH-50 DASH.
Hoàn tất việc nâng cấp vào tháng 12, 1964, Fiske tiến hành chạy thử máy, rồi huấn luyện ôn tập tại khu vực vịnh Guantánamo, Cuba vào mủa Đông năm 1965 trước khi cùng toàn thể Hải đội Khu trục 12 quay trở về cảng nhà Newport, Rhode Island. Nó được lệnh báo động khẩn cấp vào tháng 5, 1965, rời cảng trong vòng không đầy 24 giờ để hướng đến Cộng hòa Dominica, nơi vừa nổ ra một cuộc nội chiến do phe cánh tả tìm cách lật đổ chính phủ quân sự tại đất nước này. Con tàu tàu đã trải qua một tháng tuần tra tại lối ra vào cảng Santo Domingo.
Fiske quay trở lại Newport tiếp tục các hoạt động huấn luyện và bảo trì thường lệ, rồi tạm thời được phái đến Norfolk, Virginia để phục vụ cùng chiếc America (CVA-66) vừa mới đưa vào hoạt động, hộ tống chiếc tàu sân bay chạy thử máy trong mùa Hè năm 1965. Sau đó con tàu được chuẩn bị và thủy thủ đoàn được luân phiên nghỉ phép trước khi Hải đội Khu trục 12 được phái sang hoạt động tại Việt Nam. Biên chế của hải đội này bao gồm Đội khu trục 121, bao gồm Davis (DD-937) (soái hạm), Basilone (DD-824), Fiske cùng Dyess (DD-880); và Đội khu trục 122, bao gồm Richard E. Kraus (DD-849), Massey (DD-778), Fred T. Berry (DD-858) cùng Stickell (DD-888).

### Việt Nam, 1966
Fiske cùng với lực lượng khởi hành từ Newport vào ngày 19 tháng 1, 1966, đi ngang qua vùng biển Caribe và vịnh Mexico rồi băng qua kênh đào Panama vào ngày 25 tháng 1. Nó ghé qua San Diego, California chỉ trong tám giờ vào ngày 5 tháng 2 để tiếp nhận thêm thiết bị, rồi tiếp tục hành trình hướng đến quần đảo Hawaii. Trên đường đi vào ngày 10 tháng 2, Fiske và Dyess tham gia vào việc tìm kiếm và giải cứu một máy bay nhỏ bị hết nhiên liệu trên đường bay đến Hawaii; máy bay hạ cánh trên biển và viên phi công được Dyess cứu vớt. Hải đội đi đến Trân Châu Cảng vào ngày hôm sau và ở lại cảng trong năm ngày trước khi tiếp tục hành trình đi sang khu vực quần đảo Philippine.
Hải đội Khu trục 12 vòng qua phía Bắc quần đảo Philippine vào ngày 27 tháng 2, và đi đến căn cứ vịnh Subic, Philippines một ngày sau đó. Fiske lên đường vào ngày 11 tháng 3 cho chuyến tuần tra đầu tiên trong vùng chiến sự, đi đến vùng biển ngoài khơi Việt Nam vào ngày 12 tháng 3. Nó dành thời gian còn lại của tháng 3 làm nhiệm vụ hộ tống và canh phòng máy bay cho các tàu sân bay Ranger (CVA-61) và Enterprise (CVN-65) hoạt động tại Trạm Yankee, ngoài khơi khu vực tác chiến của Quân đoàn I.
Được tách khỏi vai trò hộ tống vào ngày 1 tháng 4, Fiske tiến vào vịnh Bắc Bộ làm nhiệm vụ tìm kiếm và giải cứu (SAR: Search and Rescue). Nó có hoạt động SAR đầu tiên vào ngày 2 tháng 4, trợ giúp một máy bay trực thăng để giải cứu một phi công của Enterprise bị bắn rơi; chiếc trực thăng và viên phi công đã rời không phận Bắc Việt Nam an toàn và quay trở về Enterprise. Khi tham gia một nhiệm vụ SAR khác vào sáng ngày 4 tháng 4, chiếc tàu khu trục phải chịu đựng hỏa lực pháo bờ biển đối phương. Không tìm thấy khẩu đội đối phương ẩn náu phía sau đồi núi, nó phải chuyển hướng và tiếp tục tuần tra.
Fiske quay trở lại vịnh Subic để tiếp liệu và nghỉ ngơi, rồi lại lên đường tiếp nối các chuyến tuần tra. Nó gia nhập cùng Hancock (CVA-19) vào ngày 26 tháng 4, và hoạt động cùng chiếc tàu sân bay trong mười ngày tiếp theo, với hai lượt nhiệm vụ SAR ngắn trong vịnh Bắc Bộ. Nó tách khỏi đội đặc nhiệm của Hancock để gia nhập cùng Ranger, hộ tống chiếc tàu sân bay đi đến Yokosuka, Nhật Bản vào ngày 12 tháng 5 để sửa chữa. Chiếc tàu khu trục rời cảng vào ngày 25 tháng 5 để tiếp tục nhiệm vụ tuần tra, đi đến vùng chiến sự vào ngày 28 tháng 5. Vào ngày 30 tháng 5, nó đảm nhiệm vai trò cột mốc cảnh báo phòng không tại vùng chiến sự, và sang ngày 6 tháng 6 đã thay phiên cho tàu khu trục Davis (DD-937) làm nhiệm vụ hỗ trợ hỏa lực hải pháo, đồng thời hộ tống bảo vệ cho một đoàn xe vận tải di chuyển theo Quốc lộ 1 dọc bờ biển cách Đà Nẵng 50 mi (80 km).
Đi đến Hong Kong vào ngày 10 tháng 6, Fiske được hưởng bốn ngày nghỉ ngơi trước khi lại khởi hành vào ngày 14 tháng 6. Nó đi đến vùng biển ngoài khơi Quảng Ngãi để bắn hải pháo hỗ trợ trận chiến trên bộ, tiêu phí 119 quả đạn pháo 5 inch xuống bốn mục tiêu, phá hủy được 18 công sự chiến đấu của đối phương. Sang ngày hôm sau nó tiếp tục hỗ trợ hải pháo tại khu vực Đà Nẵng, bắn 57 quả đạn pháo xuống bốn mục tiêu; cuối ngày hôm đó nó tiếp tục phá hủy được một kho đạn của đối phương. Vào ngày 17 tháng 6, nó hỗ trợ cho cuộc chiến đấu của Tiểu đoàn 2 thuộc Sư đoàn 4 Thủy quân Lục chiến trong Chiến dịch Dodge, tại khu vực phụ cận cố đô Huế; trong bốn ngày tiếp theo của chiến dịch, nó hỗ trợ bắn pháo sáng vào ban đêm. Sau đó chiếc tàu khu trục được tách ra và phái đến khu vực trách nhiệm của Quân đoàn III, đi ngược dòng sông Sài Gòn để hỗ trợ hỏa lực. Tuy nhiên nhiệm vụ bị hủy bỏ vào phút chót.
Sau khi ở lại cảng Cao Hùng, Đài Loan trong tám ngày, Fiske quay trở lại vịnh Subic vào ngày 5 tháng 7, để rồi khởi hành ngay vào ngày hôm sau để quay trở lại vùng chiến sự, lần này là để tham gia vào Chiến dịch Market Time. Sau đó nó cùng Hải đội Khu trục 12 lên đường cho hành trình quay trở về nhà.

### 1966 - 1967
Hành trình của hải đội ghé qua các cảng Penang, Malaysia, rồi Cochin, Ấn Độ và Aden trước khi đi vào biển Hồng Hải. Lực lượng băng qua kênh đào Suez để tiến vào Địa Trung Hải, nơi Fiske có chặng dừng tại cảng Piraeus, Hy Lạp. Nó còn ghé đến Barcelona, Tây Ban Nha vào ngày 4 tháng 8, ở lại trong ba ngày, và một ngày tại Gibraltar vào ngày 9 tháng 8. Nó về đến cảng nhà Newport vào ngày 17 tháng 8, hoàn tất một chuyến đi vòng quanh thế giới, đi qua 54.000 dặm trong 210 ngày, trong đó có 146 ngày ở ngoài biển, và đã 55 lần được tiếp tế trên đường đi.
Vào tháng 5, 1967, Fiske rời Newport, Rhode Island cho một chuyến đi kéo dài sang khu vực Địa Trung Hải. Con tàu đã ghé qua Gibraltar và Malta, nhưng do sự căng thẳng leo thang trong quan hệ giữa Ai Cập và Israel do tranh chấp quyền kiểm soát kênh đào Suez, nó được lệnh đi đến vùng tranh chấp. Nó đã ở lại cảng Port Said một ngày trước khi gia nhập cùng các đơn vị khác, trong đó có tàu khu trục Dyess (DD-880), cho hành trình vượt kênh đào, ngay trước khi cuộc Chiến tranh Sáu Ngày bùng nổ.
Sự hiện diện của Fiske là nhằm bảo vệ quyền lợi của tàu bè Hoa Kỳ trong khu vực, và theo dõi những tàu thuyền ra vào khu vực vịnh Ba Tư; đôi khi nó cũng tham gia những nhiệm vụ cứu nạn nhân đạo khi cần thiết, như trường hợp một tàu chở hàng bị mắc cạn. Chiếc tàu khu trục đã ở lại khu vực Hồng Hải, Ấn Độ Dương và eo biển Hormuz cho đến tháng 8, từng viếng thăm các cảng Djibouti, Somaliland thuộc Pháp; Massawa, Ethiopia; Bahrain; đảo Kharg, Madagascar; Diego-Suarez và Mombasa, Kenya. Nó xem Massawa như một “cảng nhà” tại khu vực này.
Fiske dự định sẽ ghé qua Caracas, Venezuela trong hành trình quay trở về nhà. Tuy nhiên kế hoạch nhanh chóng bị đảo lôn sau khi tàu sân bay Forrestal (CVA-59) gặp tai nạn hỏa hoạn đang khi hoạt động ngoài khơi Việt Nam vào ngày 29 tháng 7. Chiếc tàu khu trục được lệnh gặp gỡ Forrestal ngoài khơi bờ biển Nam Phi để hộ tống nó trong hành trình quay trở về to Mayport, Florida. Fiske cuối cùng về đến Newport, Rhode Island vào tháng 9, 1967.

### 1968 - 1980
Fiske đi vào Xưởng hải quân Boston để tiến hành đại tu, công việc kéo dài cho đến tháng 5 hoặc tháng 6, 1968. Nó lại được phái sang hoạt động tại Địa Trung Hải vào mùa Hè năm đó, chuyến đi kéo dài cho đến tận đầu năm 1969.
Fiske lại có một lượt phục vụ khác tại khu vực Trung Đông, kéo dài trong sáu tháng và hoàn tất vào tháng 7, 1973. Khi quay trở về cảng nhà Newport, Rhode Island, con tàu được điều sang phục vụ cùng Hải quân Dự bị Hoa Kỳ, và chuyển cảng nhà đến Bayonne, New Jersey. Nó thực hiện những chuyến đi huấn luyện vào mỗi cuối tuần cho những học viên sĩ quan dự bị trong suốt giai đoạn từ năm 1973 đến năm 1976, bao gồm một chuyến đi sang khu vực Địa Trung Hải vào năm 1974. Trong chuyến đi kéo dài ba tháng này, nó đã viếng thăm Naples, Ý; Barcelona, Málaga và Rota, Tây Ban Nha.
Fiske trải qua một lượt đại tu khác vào năm 1976 và tiếp tục phục vụ cùng lực lượng Hải quân Dự bị, đặt căn cứ tại Bayonne, New Jersey. Nó được cho xuất biên chế vào ngày 5 tháng 6, 1980 để được chuyển cho Thổ Nhĩ Kỳ. Tên nó được cho rút khỏi danh sách Đăng bạ Hải quân vào ngày 6 tháng 8, 1987.

### TCGPiyalepasa(D350)
Chiếc tàu khu trục tiếp tục phục vụ cùng Hải quân Thổ Nhĩ Kỳ như là chiếc TCG Piyalepasa (D350), tên được đặt theo  Piyale Pasha (1515-1578), Đại đô đốc Đế quốc Ottoman. Con tàu bị hư hại nặng do bị mắc cạn vào cuối năm 1996; nó bị tháo dỡ vào năm 1999.

## Phần thưởng
Fiske được tặng thưởng hai Ngôi sao Chiến trận do thành tích phục vụ trong Chiến tranh Triều Tiên, và thêm hai Ngôi sao Chiến trận khác khi hoạt động trong Chiến tranh Việt Nam.